# Ceratomerus inflexus
Ceratomerus inflexus är en tvåvingeart som beskrevs av Hardy 1930. Ceratomerus inflexus ingår i släktet Ceratomerus och familjen Brachystomatidae. Inga underarter finns listade i Catalogue of Life.